# Condylarthra
De Condylarthen (Condylarthra) zijn een groep van uitgestorven hoefdierachtige zoogdieren uit het Paleogeen. Hun naam verwijst naar hun geknobbelde (condylus) gewrichten (arthros). Gedurende de tijdvakken Paleoceen en Eoceen waren de condylarthen verspreid over de gehele wereld, met zelfs vertegenwoordigers in de destijds afgezonderde continenten Australië en Zuid-Amerika.
Voorheen werd de Condylarthra wel beschouwd als een natuurlijke groep die de voorouders omvat van verschillende moderne hoefdiergroepen. In feite is het echter een verzameling van basale hoefdierachtige vormen, waarvan de onderlinge verwantschap en de verwantschap met de hedendaagse hoefdieren onduidelijk zijn.
De Condylarthra was een zeer diverse groep met meerdere families en een groot aantal soorten. Sommige soorten waren kleine insectivoren (bijvoorbeeld Haplaletes), andere waren boomklimmende omnivoren (bijvoorbeeld Chriacus) en weer andere soorten waren grote bodembewonende planteneters (bijvoorbeeld Phenacodus) of beerachtige dieren (bijvoorbeeld Arctocyon).

## Ontwikkeling
De eerste condylarthen ontwikkelden zich al in het Krijt-tijdperk. Het waren destijds nog kleine omnivoren, die in de schaduw van de dinosauriërs leefden. Een voorbeeld van een primitieve condylarth is Protungulatum uit het Laat-Krijt en Vroeg-Paleoceen van Noord-Amerika. Dit ratachtige dier was in het bezit van tanden die al min of meer waren aangepast aan het eten van fruit en zachte bladeren. Door het massale uitsterven van 65 miljoen jaar geleden kwamen verschillende niches vrij en de condylarthen ontwikkelden zich tot de belangrijkste planteneters. Enkele groepen behielden echter het oude omnivore voedselpatroon. De Arctocyonidae en Periptychidae ontwikkelden zich in het Vroeg-Paleoceen en zijn goed bekend van fossielen uit het Puercan van het San Juan-bekken in New Mexico. Later in het Paleoceen verschenen de Phenacodontidae en Hyopsodontidae, twee succesvolle families van condylarthen die tot in het Eoceen overleefden. In de loop van het Eoceen werden de condylarthen verdrongen door de echte hoefdieren.

## Verwantschap

### Oude inzichten
De condylarthen werden wel beschouwd als de voorouders van verschillende latere groepen hoefdieren. De groep werd aanvankelijk in 1881 beschreven door de Amerikaanse paleontoloog Edward Drinker Cope met de Phenacodontidae als type en enige groep. In 1884 definieerde Cope de Condylarthra als orde en deelde diverse vormen op basis van het gebit en skelet bij de groep in.
Tot aan het einde van de twintigste eeuw werd de Condylarthra beschouwd als stamgroep voor de Ungulata, waartoe de onevenhoevigen, evenhoevigen, Paenungulata (slurfdieren, klipdassen, zeekoeien en uitgestorven verwanten), buistandigen en uitgestorven Zuid-Amerikaanse hoefdiergroepen als de Litopterna en Notoungulata werden gerekend.

### Stamvormen
Verondersteld wordt dat wat betreft de hedendaagse hoefdieren zich uit de Phenacodontidae de onevenhoevigen ontwikkelden en dat de oorsprong van de evenhoevigen binnen de Chriacinae ligt. De Mesonychia zou zich uit de Arctocyonidae hebben ontwikkeld. De Mioclaenidae zouden via Didolodus de stamvorm van de Zuid-Amerikaanse hoefdieren zijn. De veronderstelde evolutie van de verschillende hoefdiergroepen uit de Condylarthra is in onderstaande afbeelding schematisch weergegeven:

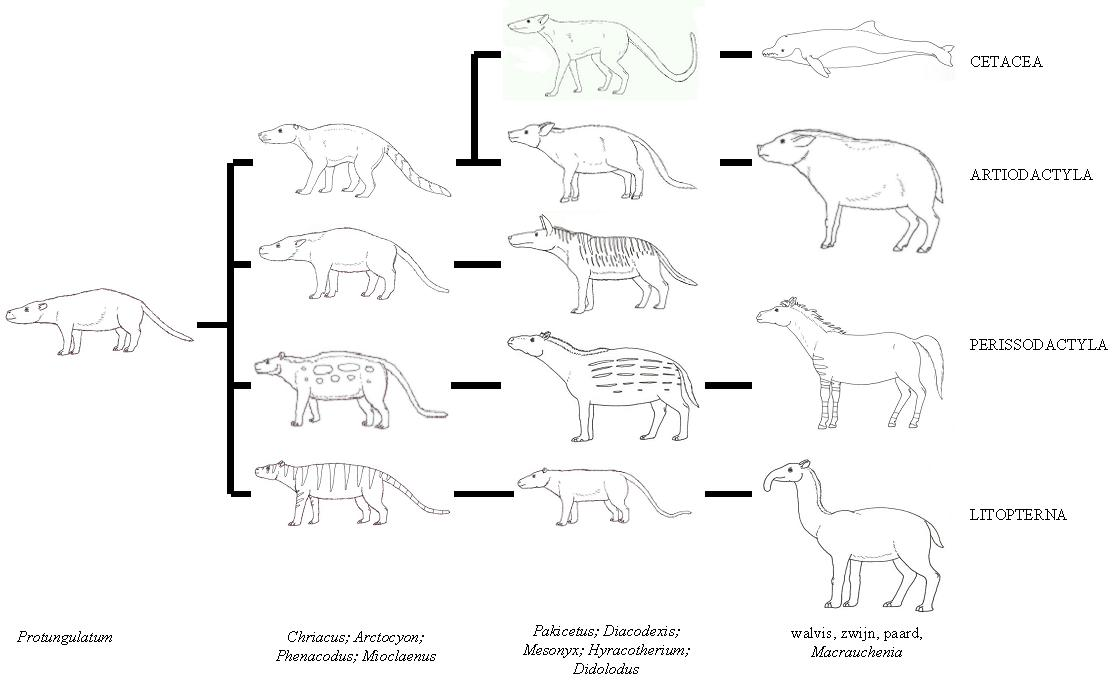
Stamboom hoefdieren

### Huidige inzichten
Moleculair- en DNA-onderzoek leverde uiteindelijk nieuwe inzichten op over de verwantschap tussen de verschillende zoogdiergroepen. De Paenungulata en buistandigen bleken binnen de Afrotheria te vallen, een groep van zoogdieren met een Afrikaanse oorsprong, waarmee deze hoefdierachtigen niet verwant bleken te zijn aan de overige groepen uit de Ungulata. Hierdoor werd de Ungulata niet langer gezien als natuurlijke groep.
Diverse studies hebben aangetoond dat ook de Condylarthra zelf geen natuurlijke groep zijn. Protungulatum is vermoedelijk een basale soort uit de Placentadieren en daarmee niet direct verwant aan de overige "condylarthen". Bij een uitgebreide fylogenetische analyse van zoogdieren uit het Paleoceen in 2015 bleken alle "condylarthen" buiten Protungulatum wel binnen de Laurasiatheria te vallen, net als de echte hoefdieren (Euungulata). De Arctocyonidae viel in deze analyse binnen de Ferae, waartoe onder meer de roofdieren behoren, en bleek polyfyletisch. Van de Hyopsodontidae bleken enkele geslachten verwant aan de onevenhoevigen, maar een deel werd basaal binnen de stamboom van de Laurasiatheria geplaatst. De Periptychidae werden in deze analyse geduid als zustergroep van de Pantodonta, een groep uitgestorven herbivoren uit het Paleogeen. De verwantschap van de Phenacodontidae met de onevenhoevigen wordt door deze analyse en andere studies ondersteund.